# Patricia Kendall
Patricia Kendall (née en 1921 à Pueblo (Colorado) et morte le 5 mars 1990 à New York) est une sociologue et une chercheuse en communication américaine. Elle est une pionnière des méthodes d'enquête par entretien et des études sur la communication médicale.

## Biographie
Patricia Kendall nait à Pueblo (Colorado). Diplômée du Smith College en 1942, elle obtient un doctorat en sociologie de l'Université de Columbia en 1954. Elle épouse Paul Lazarsfeld en 1949, et donne naissance à un fils, Robert Lazarsfeld, en 1953.
De 1943 à 1965, elle est chargée de recherche au Bureau de recherche sociale appliquée (Bureau of Applied Social Research) de l'Université de Columbia. Elle collabore avec Robert K. Merton, avec qui elle écrit des articles sur la méthode de l'entretien sociologique et sur l'enseignement médical, avec Paul Lazarsfeld sur les habitudes d'écoute de la radio aux États-Unis, et avec Katherine Wolf sur les « cas déviants » dans la recherche en communication. En 1954, elle écrit son premier livre, Conflict and Mood (The Free Press) et de nombreux articles scientifiques sur l'enseignement en médecine, sur les besoins des patients et sur l'hôpital.
En 1965, elle rejoint Queens College (Université de New York). Elle y dirige le département de sociologie de 1970 à 1971, avant de rejoindre le collège des études avancées (Graduate College).
Dans les années 1960 et 1970, elle publie des travaux sur la science et la médecine. En 1982, elle coordonne le livre The Varied Sociology of Paul F. Lazarsfeld (Columbia University Press, 1982) consacré à l'œuvre de Paul Lazarsfeld.

## Publications

### Ouvrages
- (en) Paul Lazarsfeld et Patricia Kendall, Radio Listening in America : The People Look at Radio—Again, New York, Prentice-Hall, 1948
- (en) Patricia Kendall, Conflict and Mood: Factors Affecting the Stability of Response, Glencoe, IL, Free Press, 1954
- (en) Robert K. Merton, Marjorie Fiske et Patricia Kendall, The Focussed Interview: A Manual of Problems and Procedures, Glencoe, IL, Free Press, 1956
- (en) Robert K. Merton, George G. Reader et Patricia Kendall, The Student Physician : Introductory Studies in the Sociology of Medical Education, Cambridge, MA, Harvard University Press, 1957
- (en) Robert K. Merton, Marjorie Fiske et Patricia Kendall, The Focussed Interview: A Manual of Problems and Procedures, Glencoe, IL, Free Press, 1956
- (en) Patricia Kendall, The Relationship Between Medical Educators and Medical Practitioners, Evanston, IL, Association of American Medical Colleges, 1965
- (en) Patricia Kendall (dir.), The Varied Sociology of Paul F. Lazarsfeld, Chicago, Columbia University Press, 1982

### Articles et contributions
- (en)Merton, Robert K. et Patricia Kendall 1944. The boomerang response: The audience acts as co-author—whether you like it or not. Channels, National Publicity Council 21(7): 1-7.
- (en)Lazarsfeld, Paul et Patricia Kendall. 1945. The listener talks back. In Radio in Health Education, 48-65. New York Academy of Medicine: Columbia University Press.
- (en)Merton, Robert K. et Patricia Kendall. 1946. The focused interview. American Journal of Sociology 51(6): 541-557.
- (en) Patricia Kendall et Katherine Wolf, « The analysis of deviant cases in communications research », Communications Research,‎ 1949, p. 277-292
- (en)Kendall, Patricia, et Robert K. Merton. 1958. Medical education as social process. In Patients, Physicians, and Illness: Sourcebook in Behavioral Science and Medicine, E Gartley Jaco, ed., 321-350. Glencoe, IL: Free Press
- (en) Herzog, Herta, « The ambivalent character of nationalism among Egyptian professionals », Public Opinion Quarterly, vol. 20, no 1,‎ 1956, p. 277-292
- (en)Kendall, Patricia. 1960. Clinical teachers' views of the basic science curriculum. Journal of Medical Education 35(2): 148-157.
- (en)Kendall, Patricia. 1961. Impact of training programs on the young physician's attitudes and experiences. Journal of the American Medical Association 176(12): 992-997.
- (en)Kendall, Patricia. 1961. The learning environments of hospitals. Journal of the American Medical Association: 195-230.
- (en)Kendall, Patricia. 1963 Medical sociology in the United States. Social Science Information 2(2): 1-15.
- (en)Kendall, Patricia. 1964. Evaluating an experimental program in medical education. In Innovation in Education, Matthew B Miles, ed. 343-360. New York: Teachers College Bureau of Publications.
- (en)Kendall, Patricia. 1967. Student evaluation of the Cornell comprehensive care and teaching program. Comprehensive Medical Care and Teaching: A Report on the New York Hospital—Cornell Medical Center Program, 312-344.
- (en)Kendall, Patricia, et James A Jones. 1967. General patient care: Learning aspects” Comprehensive Medical Care and Teaching: A Report on the New York Hospital—Cornell Medical Center Program, 73-120.
- (en) Patricia Kendall, « Medical specialization: Trends and contributing factors », dans Coombs & Vincent, Psychosocial Aspect of Medical Training, Springfield, IL, Charles C. Thomas, 1971, p. 449-497
- (en) Patricia Kendall, « Consequence of the trend toward specialization », dans Coombs & Vincent, Psychosocial Aspect of Medical Training, Springfield, IL, Charles C. Thomas, 1971, p. 498-523

### Contributions traduites en français
- Patricia Kendall et Katherine Wolf, « Les deux propos de l'analyse des cas déviants », dans Raymond Boudon & Paul Lazarsfeld, L'analyse empirique de la causalité, Paris, Mouton, 1965 (lire en ligne), p. 117–120
- Patricia Kendall, « Évaluation d'un programme d'enseignement médical », dans François Chazel, Raymond Boudon & Paul Lazarsfeld, L'analyse des processus sociaux, Paris, Maison des Sciences de l’Homme, 1970 (DOI 10.1515/9783111541624, lire en ligne), p. 312–318
- Patricia Kendall, « Un indice de rotation », dans François Chazel, Raymond Boudon & Paul Lazarsfeld, L'analyse des processus sociaux, Paris, Maison des Sciences de l’Homme, 1970 (DOI 10.1515/9783111541624, lire en ligne), p. 323–325